# Westbrook, Queensland
Westbrook är en ort i Australien. Den ligger i regionen Toowoomba och delstaten Queensland, omkring 120 kilometer väster om delstatshuvudstaden Brisbane. Antalet invånare är 2 285.
Runt Westbrook är det glesbefolkat, med 8 invånare per kvadratkilometer.. Närmaste större samhälle är Toowoomba, omkring 11 kilometer nordost om Westbrook. 
I omgivningarna runt Westbrook växer huvudsakligen savannskog. Genomsnittlig årsnederbörd är 949 millimeter. Den regnigaste månaden är januari, med i genomsnitt 191 mm nederbörd, och den torraste är september, med 31 mm nederbörd.